# Lacey Evans
Macey Estrella-Kadlec (nascida Evans; Geórgia, 24 de março de 1990) é uma lutadora de wrestling profissional americana que trabalhou para a WWE, na marca Raw sob o nome de ringue Lacey Evans.
Originalmente apresentada ao wrestling enquanto servia como policial militar na Marinha, Evans treinou e começou sua carreira no circuito independente. Ela começou a trabalhar para a WWE em seu território de desenvolvimento NXT em 2016 e participou do primeiro Mae Young Classic. Depois de uma rivalidade com Kairi Sane no NXT, Evans estreou no Raw em janeiro de 2019, entrando em uma rivalidade com Becky Lynch que culminou em uma luta de duplas mistas no evento principal do Extreme Rules.

## Juventude
Estrella-Kadlec nasceu como Macey Evans na Geórgia em 24 de março de 1990. De acordo com a ESPN, ela foi "criada em uma casa destruída pela depressão, abuso de drogas e álcool" e teve que viver em tendas às vezes enquanto crescia devido aos problemas legais de seus pais. Seu pai, que tinha pensado em se tornar um lutador, mas nunca agiu contra eles, morreu de uma overdose de drogas antes que ela fizesse seu teste na WWE.

## Carreira militar
Estrella-Kadlec é uma veterana dos fuzileiros navais, servindo como policial militar na Equipe de Reação Especial. Ela se alistou aos 19 anos e serviu por cinco anos, ganhando o diploma de bacharel e começando um negócio de construção enquanto estava na ativa. Ela foi apresentada ao wrestling profissional enquanto estava na Marinha por meio de um sargento que promovia shows independentes. No segundo show do qual ela compareceu, o sargento a contratou para lutar com ele.

## Carreira no wrestling profissional

### Circuito independente (2014–2015)
Estrella-Kadlec treinou com Tom Caiazzo nas instalações de treinamento da American Premier Wrestling em Statesboro, Geórgia. Ela fez sua estreia para a promoção em 2014, mais tarde ganhando o World Heavyweight Championship da empresa.

### World Wrestling Entertainment

#### NXT (2016–2019)

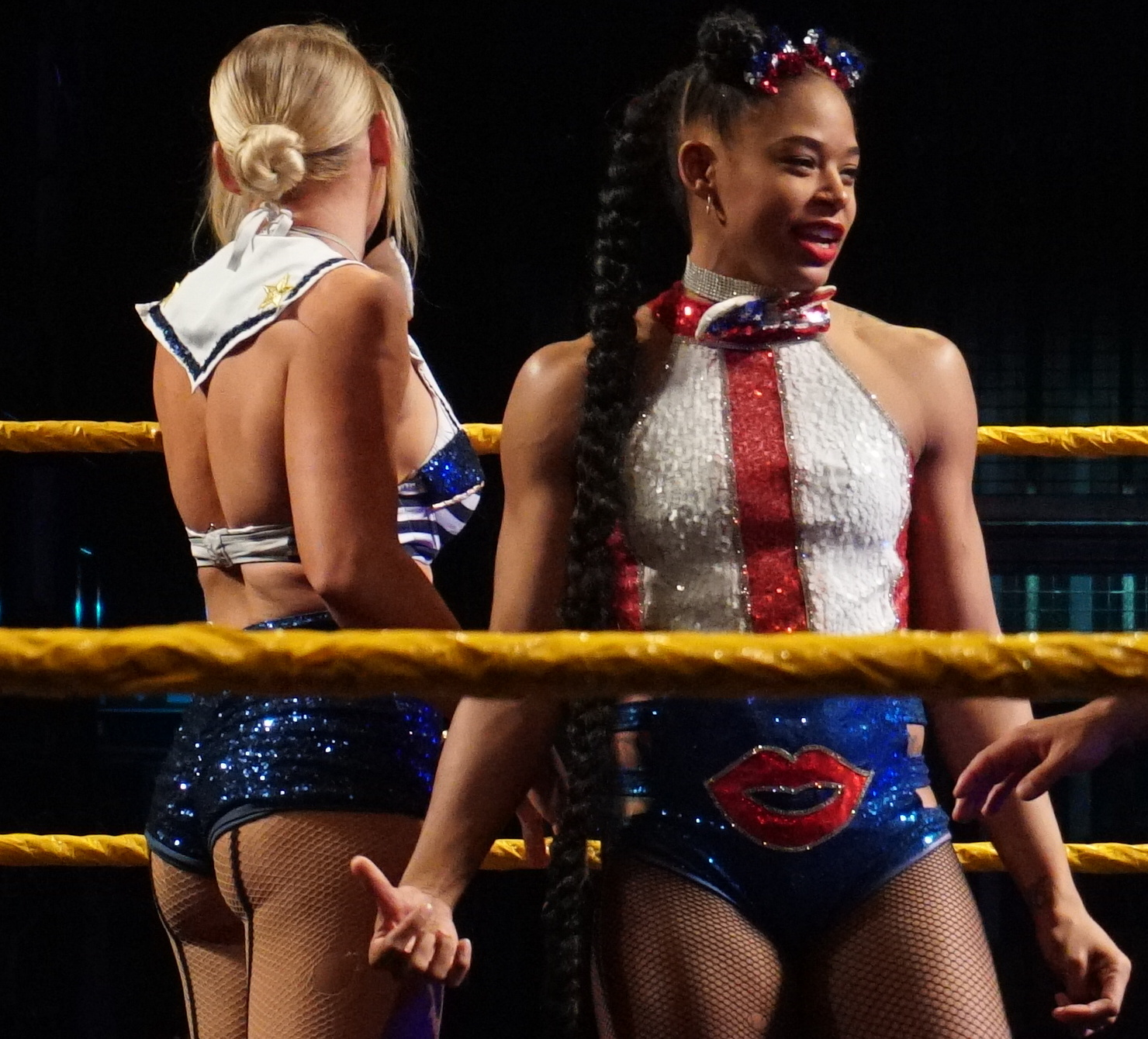
Evans (à esquerda) e Bianca Belair antes de uma luta de duplas em um house show em junho de 2018

Em 12 de abril de 2016, Estrella-Kadlec assinou um contrato com a WWE. Ela fez sua estreia em um house show, em 20 de outubro, em uma batalha real, que acabou sendo vencida por Ember Moon. Três meses depois, em sua primeira aparição no NXT, Evans se juntou a Sarah Bridges em uma luta de duplas que perderam para a equipe de Billie Kay e Peyton Royce. Em 2017, Estrella recebeu o nome de ringue Lacey Evans, que é o nome de solteira de sua irmã. Ela foi usada principalmente como uma jobber para várias concorrentes. Em julho, Evans participou do Mae Young Classic inaugural, derrotando Taynara Conti na primeira rodada, mas perdendo para Toni Storm no segunda rodada.
No episódio de 17 de janeiro de 2018 do NXT, Evans se estabeleceu como uma heel ao reclamar com o Gerente Geral do NXT William Regal por permitir que "as formas mais baixas de lixo social" como Nikki Cross, Ember Moon e Kairi Sane competissem na divisão feminina. Em abril, Evans foi colocada em sua primeira rivalidade com Sane, quando as duas trocaram vitórias e se atacaram nas semanas seguintes. Eventualmente, Evans perdeu para Sane no episódio de 6 de junho do NXT para encerrar sua rivalidade. Ao longo do resto do ano, Evans começou uma seqüência de vitórias, derrotando nomes como Dakota Kai e Candice LeRae. Em dezembro, ela competiu em uma luta Fatal Four-Way para determinar a desafiante número um ao NXT Women's Championship, no entanto, a luta foi vencida por Bianca Belair.

#### Plantel principal e várias rivalidades (2019–2021)
No episódio do Raw de 17 de dezembro de 2018, Evans foi anunciada como uma dos seis lutadores do NXT prestes a subir para o plantel principal. Ela perdeu para Natalya em uma luta dark em 7 de janeiro de 2019 nas gravações do Main Event, e fez sua estreia oficial no Royal Rumble em 27 de janeiro. Evans entrou na luta feminina do Royal Rumble como número 1 e durou mais de 29 minutos, eliminando as The IIconics (Billie Kay e Peyton Royce), antes de ser eliminada por Charlotte Flair. Depois disso, Evans apareceu repetidamente no Raw, SmackDown, e pay-per-views para interromper vários segmentos e lutas ao entrar no palco, acenar para a multidão e sair.
Pouco depois da WrestleMania 35, Evans foi convocada para a marca Raw como parte do WWE Superstar Shake-up de 2019, e foi colocada em sua primeira rivalidade no plantel principal enquanto continuamente atacava a Campeã Feminina do Raw e SmackDown Becky Lynch. Isso levou a uma luta entre as duas pelo Raw Women's Championship em 19 de maio, no pay-per-view Money in the Bank, onde Evans perdeu para Lynch por submissão. Poucos minutos depois, Evans ajudou Charlotte Flair a vencer o SmackDown Women's Championship de Lynch quando ela a acertou com seu finalizador, o Women's Right, e permitiu que Flair se aproveitasse de seu ataque. Em meados de 2019, Evans continuou a rivalidade com Lynch e persegui-la pelo Raw Women's Championship. No Stomping Grounds ela perdeu novamente para Lynch, e no evento principal, foi a escolha de Baron Corbin para ser a árbitra especial para a luta pelo Universal Championship. Devido a Seth Rollins estar namorando Lynch, Evans e Corbin desafiaram Lynch e Rollins por seus respectivos títulos em uma luta de duplas mistas Last Chance Winner Takes All no Extreme Rules, onde eles não conseguiram vencer depois que Rollins derrotou Corbin, encerrando assim sua rivalidade com Becky Lynch.
Como parte do WWE Draft de 2019 em outubro, Evans foi recrutada para a marca SmackDown. No Crown Jewel, Evans e Natalya se tornaram as primeiras mulheres a lutar na Arábia Saudita, onde Evans perdeu. As duas se abraçaram depois, quebrando a kayfabe para absorver seu momento histórico. Evans então competiu na primeira luta de eliminação de 15 mulheres representando o Team Smackdown no evento pay-per-view "Survivor Series", onde pela primeira vez o NXT também competiu na luta. Evans conseguiu eliminar a 11 vezes campeã feminina e a capitã do Team Raw Charlotte Flair por meio pinfall, depois que sua companheira de equipe Asuka traiu sua própria equipe e atirou uma névoa verde nos olhos de Flair, permitindo que Evans aproveitasse a situação e permitindo ela para acertá-la com seu finalizador. Pouco depois, ela foi eliminada por Natalya por roll up, que estava representando o Team Raw, no entanto, o Team NXT venceu a luta quando a capitã do Team NXT Rhea Ripley derrotou a capitã do Team Smackdown Sasha Banks, tornando-a a última mulher em pé. No episódio de 29 de novembro do SmackDown, Evans criticou Sasha Banks e Bayley por insultarem o plantel do SmackDown, especialmente as mulheres, por perder para o Team NXT no Survivor Series. Depois de trocar insultos, Evans acertou Banks com um Woman's Right e deixou o ringue, virando uma face pela primeira vez desde o início de 2017. No Royal Rumble, Evans desafiou Bayley sem sucesso pelo SmackDown Women's Championship.
Na WrestleMania 36, Evans fez parte de uma luta Fatal 5-Way de eliminação pelo SmackDown Women's Champion. Evans perdeu a luta após ser imobilizado por Bayley após interferência de Sasha Banks. No episódio de 24 de abril de 2020 do Friday Night SmackDown, Evans competiu contra Banks em uma luta de qualificação pela oportunidade de estar na luta de escadas do Money in the Bank no PPV em 10 de maio. Evans venceu a luta após acertar Banks com um Women's Right. No episódio de 10 de julho do SmackDown, Evans atacou Naomi depois que ela perdeu um concurso de karaokê para ela, tornando-se heel mais uma vez. Como parte do WWE Draft de 2020 em outubro, Evans foi recrutada para a marca Raw.

#### Aliança com Ric Flair (2021)
No episódio do Raw de 4 de janeiro de 2021, Evans começou uma história com Ric Flair quando, durante uma luta contra as Campeãs de Duplas Femininas Charlotte Flair e Asuka, Evans flertou com Flair. Durante as semanas seguintes, Ric Flair acompanhou Evans, geralmente distraindo sua filha Charlotte, incluindo uma participação no Royal Rumble. Em 15 de fevereiro, a gravidez de Evans na vida real foi anunciada e incorporada a um enredo no episódio do Raw daquela noite, no qual Flair é o pai. Evans estava escalada para enfrentar Asuka pelo Raw Women's Championship no Elimination Chamber, mas a luta foi cancelada devido à gravidez.

## Vida pessoal
Estrella-Kadlec e seu marido, Alfonso, têm uma filha chamada Summer. Eles residem em Parris Island, Carolina do Sul. Eles estão esperando seu segundo filho, conforme anunciado por Estrella-Kadlec em 15 de fevereiro de 2021 no episódio do Raw.

## Outras mídias
Evans fez sua estreia em videogame como parte do pacote "Rising Stars" de personagens para download para o WWE 2K19, e como um personagem jogável no WWE 2K20. Evans também tem um vlog no YouTube chamado Limitless Lady.

## Títulos e prêmios
- American Premier Wrestling
  - APW World Heavyweight Championship (1 vez)[4]
- Pro Wrestling Illustrated
  - A PWI a classificou na posição 23 entre as 100 melhores lutadoras da PWI Women's 100 em 2019[74]
- World Wrestling Entertainment
  - Slammy Award (1 vez)
    - Trash Talker of the Year (2020) compartilhado com The Hurt Business[75]